# ISO 3166-2:BB
ISO 3166-2:BB là chuẩn ISO định nghĩa mã địa lý. Nó là tập con của ISO 3166-2 áp dụng cho Barbados. Mỗi mã gồm 2 phần là mã ISO 3166-1 của Barbados (BB) và mã 2 ký số.

## Thư thông tin
- ISO 3166-2:2007-04-17 - Dành cho Barbados, đánh số và sắp xếp lại các xứ đạo.

## Codes
| BB-01 | Christ Church |
| BB-02 | Saint Andrew  |
| BB-03 | Saint George  |
| BB-04 | Saint James   |
| BB-05 | Saint John    |
| BB-06 | Saint Joseph  |
| BB-07 | Saint Lucy    |
| BB-08 | Saint Michael |
| BB-09 | Saint Peter   |
| BB-10 | Saint Philip  |
| BB-11 | Saint Thomas  |